# Microsorum paucijugum
Microsorum paucijugum là một loài thực vật có mạch trong họ Polypodiaceae. Loài này được (Alderw.) K. Iwats. & M. Kato miêu tả khoa học đầu tiên năm 1981.